# سي ولفريد جينكس
سي ولفريد جينكس (بالإنجليزية: C. Wilfred Jenks)‏ (7 آذار 1909 - 9 تشرين الأول 1973). محامٍ دولي ومدير عام منظمة العمل الدولية في الفترة من 1970 إلى 1973.

## حياته وتعليمه
ولد كلارنس ولفريد جينكس في 7 آذار (مارس) 1909 في بوتيل، لانكشاير. كان والده موظف في البحرية، وقد وافته المنية غرقاً عندما كان عمر كلارنس 11 عاماً. وبذا تولى كلارنس مسؤولية الأسرة مع والدته. تعلم كلارنس في المدارس الحكومية في ليفربول. وفي عام 1926، فاز بمنحة دراسية مفتوحة في كامبريدج، وفي عام 1930، أصبح رئيس اتحاد طلبة كامبريدج. فاز مرتين بمنحة دراسية للدراسة في معهد الدراسات الدولية في جنيف. كان جينكس أول من حصل على جائزة سيسل للسلام مرتين في تاريخ الجائزة لدراساته في التحكيم الدولي، الأولى كانت في التاريخ عام 1929 والثانية في القانون عام 1931.

## منظمة العمل الدولية
بعد الانتهاء من دراساته في كامبريدج، انضم إلى منظمة العمل الدولية في جنيف كمستشار قانوني. وقد أصبح لاحقاً مساعد المدير العام، ثم تدرج في المناصب من نائب المدير العام، والنائب الأول للمدير العام، ثم المدير العام.
عام 1944، صاغ مع إدوارد ج. فيلان «إعلان فيلادلفيا» الذي أعاد صياغة أهداف وغايات منظمة العمل الدولية، بوصفها الوكالة الاقتصادية الرئيسية من بين الهيئات الدولية المختصة.
حمل جينكس مسؤولية منظمة العمل الدولية لعدة سنوات لإرساء المعايير الدولية وحقوق الإنسان.

## الجوائز والتكريمات
منح جينكس العديد من الجوائز وتم تكريمه في عدد من المحافل الدولية، منها:
- جائزة سيسل للسلام عام 1928.
- جائزة الجمعية الأمريكية للقانون الدولي عام 1959.
- تكريم من جامعة إدنبرة عام 1967.
- تكريم من جامعة دلهي عام 1971.
- تكريم من جامعة سيؤول الوطنية عام 1971.
- تكريم من جامعة لا بلاتا عام 1971.
- تكريم من جامعة كوستاريكا عام 1972.
- تكريم من الجمعية الأمريكية للقانون الدولي عام 1959.

## مؤلفاته
- (محرر) قانون العمل الدولي، 1939: ترتيبات منتظمة للاتفاقيات والتوصيات التي اعتمدها مؤتمر العمل الدولي، 1919-1939 (1941، 1952 طبعة منقحة: قانون العمل الدولي، 1951: ترتيبات منتظمة للاتفاقيات والتوصيات التي اعتمدها مؤتمر العمل الدولي، 1919-1951)
- (محرر) الأحكام الدستورية المتعلقة السياسات الاجتماعية والاقتصادية: مجموعة من النصوص الدولية التي تشمل 450 دولة وحكومات دول أخرى (1944).
- * مقرات المؤسسات الدولية: دراسة عن مواقعها ومكانتها (1945)
- الحماية الدولية لحرية تكوين النقابات (1957)
- القانون العام للبشرية (1958)
- حقوق الإنسان ومعايير العمل الدولية (1960)
- الحصانات الدولية (1961)
- القانون السليم من المنظمات الدولية (1962)
- القانون والحرية والرفاه (1963)
- القانون الدولي في عالم متغير (1963 ؛ مع الآخرين)
- آفاق القضاء الدولي (1964)
- قانون الفضاء (1965)
- السيادة في حدود القانون (1965) مع أرنولد لارسون وغيره
- القانون في المجتمع العالمي (1967)
- عالم جديد من القانون، دراسة عن الخيال الخلاق في القانون الدولي (1969)
- بريطانيا ومكتب العمل الدولي (1969)
- ما وراء الميثاق في المنظور التاريخي للعالم: توليفة مؤقتة من أربع مراحل من المنظمة العالمية (لندن ، 1969)
- العدالة الاجتماعية في قانون الأمم: أثر منظمة العمل الدولية بعد خمسين عاماً (1970)
- الأرثوذكسية والابتكار في قانون الأمم، مطبعة جامعة أكسفورد (1971)
- منظمة العمل الدولية في أسرة الأمم المتحدة (1971)
- الضمان الاجتماعي كمشكلة عالمية (ويلينغتون، نيوزيلندا، 1972)
- الازدهار لأجل الرعاية: الغرض الاجتماعي في النمو الاقتصادي والتغيير (1973)
- السياسة الاجتماعية في عالم متغير (محاضرات مختارة) (1976).

## روابط خارجية
- سي ولفريد جينكس على موقع مونزينجر (الألمانية)